# راداولا (استان مرکزی)
راداولا (به لاتین: Radawela) یک منطقهٔ مسکونی در سری‌لانکا است که در استان مرکزی (سری‌لانکا) واقع شده‌است.